# حصار طرابلس
حصار طرابلس (بالإنجليزية: Siege of Tripoli)‏، استمر من 1102 حتى 12 يوليو 1109. وقع في مدينة طرابلس اللبنانية المعاصرة، بعد الحملة الصليبية الأولى.

## ريمون من سان-جيل
بعد الاستيلاء على القدس (15 يوليو 1099)، اقتطع بعض زعماء الصليبيين اقطاعيات لأنفسهم، مثل بوهموند من ترانتو، الذي أصبح أمير أنطاكية وبلدوين من بولون، الذي أصبح كونت الرها.

## النتيجة
سقطت المدينة في 12 يوليو/تموز بعد حصار دام سبع سنوات. وبعد فترة طويلة من الركود والخمول، عزم الفرنج على الدخول، فشددوا هجومهم من أول شعبان إلى ذي الحجة. لقد حارب شعبه بشجاعة دفاعًا عن شرفهم. اشتد هجوم الصليبيين، فاستولوا عليها ودخلوها عنوة بالسيف يوم الاثنين ثاني أيام عيد الأضحى. لقد أسروا رجالها وحصلوا على كميات لا حصر لها من المال والممتلكات، مما جعلها واحدة من أغنى المدن على مر العصور. وأحرقوا مائة ألف كتاب من مكتبة دار العلم، ووصل الأسطول المصري بعد ثمانية أيام. في عام 1110، قام بيرتراند، الابن غير الشرعي لريموند تولوز، بقتل ويليام جوردان واستولى على ثلثي المدينة لنفسه، تاركًا الثلث الآخر للصليبيين الجينويين. أصبحت طرابلس دولة صليبية؛ وكان بقية ساحل البحر الأبيض المتوسط قد سقط بالفعل في أيدي الصليبيين أو حدث ذلك في العام التالي، مع سقوط صيدا في عام 1111 وصور في عام 1124.

## وصلات خارجية
- ريمون من تولوز وطرابلس
- لبنان والحملات الصليبية